# Shahar Pe'er
 Shahar Pe'er  (tiếng Hebrew: שחר פאר; sinh ngày 1 tháng 5 năm 1987 tại Jerusalem, Israel) là một vận động viên quần vợt chuyên nghiệp. Cô cao 1,71 m (5' 7"), là người thuận tay phải. Ngày 31 tháng 1 năm 2011, cô đạt thứ hạng 11 - thứ hạng cao nhất từng đạt trong bảng xếp hạng của WTA, và cùng với Anna Smashnova, cô trở thành vận động viên quần vợt đơn của Israel có thứ hạng cao nhất từ trước đến nay. Cô cũng vào đến chung kết đôi nữ Úc Mở rộng 2008 cùng với Victoria Azarenka, thua chị em nhà Bondarenko (Alona Bondarenko và Kateryna Bondarenko), 2–6 6–1 6–4.

## Các chức vô địch WTA Tour (6)

### Vô địch đơn (3)
| Ghi chú               |
| Grand Slam (0)        |
| WTA Championships (0) |
| Tier I (0)            |
| Tier II (0)           |
| Tier III (1)          |
| Tier IV (2)           |

| Stt. | Ngày            | Giải         | Mặt sân | Đối thủ ở trận chung kết | Tỉ số            |
| 1.   | 12 tháng 2 2006 | Pattaya City | Cứng    | Jelena Kostanić Tošić    | 6–3, 6–1         |
| 2.   | 08 tháng 5 2006 | Prague       | Đất nện | Samantha Stosur          | 4–6, 6–2, 6–1    |
| 3.   | 22 tháng 5 2006 | Istanbul     | Đất nện | Anastasia Myskina        | 1–6, 6–3, 7–6(3) |

### Á quân (1)
| Stt. | Ngày            | Giải               | Mặt sân | Đối thủ ở trận chung kết | Tỉ số    |
| 1.   | 24 tháng 2 2007 | Memphis, Tennessee | Cứng    | Venus Williams           | 6–1, 6–1 |

### Vô địch đôi (3)
| Ghi chú               |
| Grand Slam (0)        |
| WTA Championships (0) |
| Tier I (0)            |
| Tier II (2)           |
| Tier III (0)          |
| Tier IV (1)           |

| Stt. | Ngày            | Giải                 | Mặt sân | Đồng đội            | Đối thủ ở trận chung kết           | Kết quả |
| 1.   | 14 tháng 5 2006 | Prague               | Đất nện | Marion Bartoli      | Ashley Harkleroad Bethanie Mattek  | 6–4 6–4 |
| 2.   | 30 tháng 7 2006 | Stanford, California | Cứng    | Anna-Lena Grönefeld | Maria Elena Camerin Gisela Dulko   | 6–1 6–4 |
| 3.   | 30 tháng 7 2007 | Stanford, California | Cứng    | Sania Mirza         | Victoria Azarenka Anna Chakvetadze | 6–4 7–6 |

### Á quân (2)
| Stt. | Ngày             | Giải            | Mặt sân | Đồng đội          | Đối thủ ở trận chung kết              | Kết quả       |
| 1.   | 30 tháng 9, 2007 | Luxembourg City | Cứng    | Victoria Azarenka | Iveta Benešová Janette Husárová       | 6–4, 6–2      |
| 2.   | 25 tháng 1, 2008 | Úc mở rộng      | Cứng    | Victoria Azarenka | Alyona Bondarenko Kateryna Bondarenko | 2–6, 6–1, 6–4 |

## Các chức vô địch ITF (7)

### Nội dung đơn nữ (4)
| Stt. | Ngày                 | Giải           | Mặt sân | Đối thủ ở trận chung kết | Tỉ số         |
| 1.   | 16 tháng 11 năm 2003 | Ramat HaSharon | Cứng    | Olga Govortsova          | 6–1, 6–0      |
| 2.   | 30 tháng 11 năm 2003 | Haifa          | Cứng    | Olga Govortsova          | 6–1, 6–7, 6–3 |
| 3.   | 28 tháng 2, 2004     | Bendigo        | Cứng    | Suchanun Viratprasert    | 6–4, 7–5      |
| 4.   | 05 tháng 12 năm 2004 | Raanana        | Cứng    | Zsófia Gubacsi           | 6–2, 6–1      |

### Nội dung đôi nữ (3)
| Stt. | Ngày                 | Giải      | Mặt sân | Đồng đội        | Đối thủ ở trận chung kết                     | Kết quả          |
| 1.   | 13 tháng 6, 2004     | Marseille | Cứng    | Elena Vesnina   | Kildine Chevalier Conchita Martínez Granados | 6–1, 6–1         |
| 2.   | 05 tháng 12 năm 2004 | Raanana   | Cứng    | Tzipora Obziler | Bahia Mouhtassine İpek Şenoğlu               | 6–3, 6–0         |
| 3.   | 05 tháng 6, 2005     | Raanana   | Cứng    | Tzipora Obziler | Daniela Klemenschits Sandra Klemenschits     | 7–6(2), 1–6, 6–2 |